# مارتا اگرواری (ژیمناست)
مارتا اگرواری (مجاری: Márta Egervári؛ زادهٔ ۴ اوت ۱۹۵۶) ژیمناست هنری زن اهل مجارستان بود.